# Adolfo Suárez
Adolfo Suárez González (Cebreros, 25 de septiembre de 1932-Madrid, 23 de marzo de 2014), I duque de Suárez y grande de España, fue un político y abogado español, presidente del Gobierno de España entre 1976 y 1981.
Suárez, cuya infancia transcurrió en Ávila, se licenció en Derecho por la Universidad de Salamanca e hizo sus estudios de doctorado en la Universidad Complutense de Madrid. Desempeñó varios cargos públicos durante la dictadura franquista: fue gobernador civil de Segovia, procurador en Cortes y director general de Radiodifusión y Televisión. A pesar de ser un desconocido para la opinión pública en el momento, fue nombrado presidente del Gobierno por el rey Juan Carlos I en 1976.
Como presidente del Gobierno, Suárez fue una de las figuras clave de la transición española, el proceso a través del cual se dejó atrás el régimen dictatorial de Francisco Franco y España se constituyó un Estado social y democrático de derecho. Durante su presidencia se llevaron a cabo diversas medidas que reformaron el sistema previo, como la «autoliquidación» de las Cortes franquistas o la legalización de los partidos políticos; fue especialmente notoria la legalización del Partido Comunista. Fue elegido presidente bajo la coalición Unión de Centro Democrático (UCD) en las elecciones generales de 1977, convirtiéndose en el primer presidente del Gobierno del nuevo período democrático español, cargo que ocuparía durante las legislaturas constituyente y I. En 1981 presentó su dimisión como presidente del Gobierno por el desmantelamiento de la UCD.
Tras su dimisión, creó junto a otros dirigentes de la UCD el partido Centro Democrático y Social (CDS) y fue elegido diputado en Cortes en varias elecciones generales, hasta que abandonó la política en 1991. Se retiró de la vida pública desde 2003 por haber sido diagnosticado con Alzheimer. Falleció en 2014 a causa de una enfermedad pulmonar obstructiva crónica. Tras su fallecimiento, le fue concedido el collar de la Orden de Carlos III y se modificó el nombre del aeropuerto de Madrid-Barajas en su honor.

## Primeros años y familia
Hijo primogénito de Hipólito Suárez Guerra (La Coruña, 4 de julio de 1907-Madrid, 22 de marzo de 1980) y Herminia González Prados (1910-18 de julio de 2006), Adolfo Suárez nació en Cebreros por decisión de su madre, quien allí tenía sus raíces familiares. Sin embargo, su residencia ya estaba establecida en Ávila, a donde el matrimonio se trasladó poco tiempo después de casarse. Tuvo además cuatro hermanos menores: Hipólito, María del Carmen (casada con Aurelio Delgado Martín), Ricardo y José María.
Su madre era muy devota e hija de pequeños empresarios, mientras que su padre era un procurador de tribunales, hijo del secretario del juzgado —jugador y mujeriego— con el que nunca se llevó bien.
Suárez nunca fue un buen estudiante. Pasó por varios colegios, no leía y sus pasatiempos tenían más que ver con las fiestas, el deporte y los juegos de cartas. También correspondió a la religiosidad de su madre, fundando y presidiendo desde su adolescencia diversos organismos ligados con Acción Católica.
Se casó el 15 de julio de 1961 con Amparo Illana Elórtegui (1934-2001), con quien tuvo cinco hijos: María del Amparo "Mariam" (1963-2004), Adolfo (1964), Laura (1966), Sonsoles (1967) y Francisco Javier (1969), y cuatro nietos: Alejandra y Fernando (hijos de Mariam), y Adolfo y Pablo (hijos de Adolfo).

## Formación
Estudió la carrera de Derecho por libre en Salamanca, titulándose no sin dificultades. A comienzos de 1955, acababa de conseguir su primer trabajo remunerado en la Beneficencia de Ávila, cuando su padre huyó de casa producto de un escándalo de negocios. Incapaz de sostener por sí mismo al resto de su familia, en el mes de agosto conoció al falangista vinculado al Opus Dei Fernando Herrero Tejedor, quien acababa de ser nombrado gobernador civil y jefe provincial del Movimiento en Ávila y se convertiría en su tutor político desde entonces, ayudándolo a afianzarse en dicha profesión. A comienzos del curso 1958-1959 entró en el Colegio Mayor Francisco Franco —ubicado en la Ciudad Universitaria de Madrid— con el objeto de empezar a preparar oposiciones. Se doctoró en Derecho por la Universidad Complutense de Madrid.

## Trayectoria política
Desempeñó diferentes cargos dentro de las estructuras del franquismo de la mano de Herrero Tejedor. De esta forma, en 1958, pasa a formar parte de la Secretaría General del Movimiento ascendiendo, en 1961, a jefe del gabinete técnico del vicesecretario general, procurador en Cortes por Ávila en 1967 y gobernador civil de Segovia y jefe provincial del Movimiento en 1968. En ese año tuvo que hacer frente a la tragedia de Los Ángeles de San Rafael. En 1969 es designado director general de Radiodifusión y Televisión, donde ya había desempeñado otros cargos entre 1964 y 1968; permaneció en este cargo hasta 1973.
En 1975, nuevamente de la mano de Herrero Tejedor, es nombrado vicesecretario general del Movimiento, cargo del que tomaría posesión el 24 de marzo, y que ocuparía hasta la muerte de su mentor el 12 de junio de ese año en un accidente de automóvil. El 11 de julio de 1975 pasa a ocupar también la presidencia de la organización política Unión del Pueblo Español (UDPE), cargo que mantuvo hasta el 12 de diciembre, cuando fue reemplazado en la presidencia de la asociación política por Cruz Martínez Esteruelas.
El 11 de diciembre de 1975, entró en el primer gabinete de Arias Navarro formado tras la muerte de Franco. Por sugerencia de Torcuato Fernández-Miranda, Adolfo Suárez fue nombrado ministro-secretario general del Movimiento.
El 9 de junio de 1976, en un discurso sobre la Ley de Asociaciones Políticas ante las Cortes Españolas previo a su elección, citó unos versos de Antonio Machado, muerto en el exilio:

Vamos a sentar las bases de un entendimiento duradero bajo el imperio de la ley.

Y permitidme para terminar que recuerde los versos de un gran autor español.
Está el hoy abierto / al mañana. Mañana, al infinito. / Hombres de España, ni el pasado ha muerto, / ni está el mañana en el ayer escrito.

### Presidente del Gobierno

#### Período preconstitucional

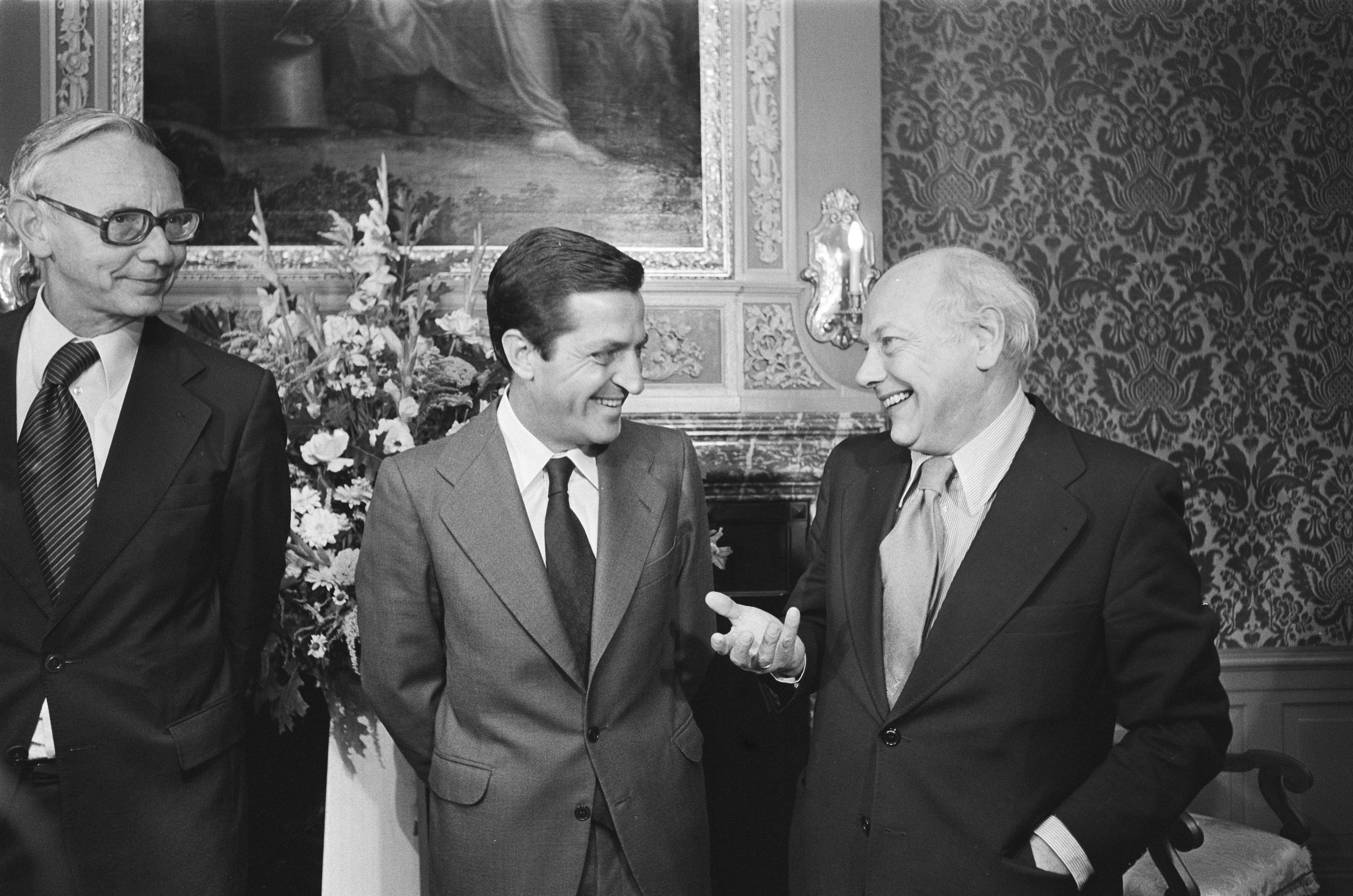
Adolfo Suárez, el 29 de agosto de 1977, rodeado por Max van der Stoel y Joop den Uyl.

Cuando en julio de 1976 el rey Juan Carlos I le encargó la formación del segundo gobierno de su reinado y el consiguiente desmontaje de las estructuras franquistas, Suárez era un perfecto desconocido para una mayoría del pueblo español. No obstante, a sus 43 años, con no pocas dificultades, fue capaz de aglutinar a un grupo de políticos de su generación que habían llegado a las convicciones democráticas por diversos caminos. Supo reunir, junto a falangistas «conversos» como él, a socialdemócratas, liberales, democristianos, etc., y entre 1976 y 1979, desarbolar el régimen franquista con la complicidad de las fuerzas antifranquistas como el PSOE y, especialmente, del Partido Comunista de España y su líder, Santiago Carrillo, que calificó a Suárez de «anticomunista inteligente».
En esta tarea contó con la ayuda de Torcuato Fernández-Miranda, entre otros, que logró la autoliquidación de las Cortes franquistas y sacar adelante el Proyecto de Reforma Política, ante una recelosa oposición democrática y con la colaboración del teniente general Manuel Gutiérrez Mellado, encargado de tranquilizar y controlar, en lo posible, a las altas esferas militares, compuestas en su mayor parte por militares que habían participado en la Guerra civil y proclives al régimen franquista.

#### Período democrático
El 15 de junio de 1977, por primera vez en España desde 1936, se celebraron elecciones generales libres. Adolfo Suárez se alzaba como vencedor de las mismas, al frente de un conglomerado de formaciones de centro, aglutinadas en torno a su persona, bajo las siglas UCD (Unión de Centro Democrático). Las Cortes salidas de aquellas elecciones, convertidas en constituyentes, aprobaron la Constitución, que el pueblo español refrendaba el 6 de diciembre de 1978.

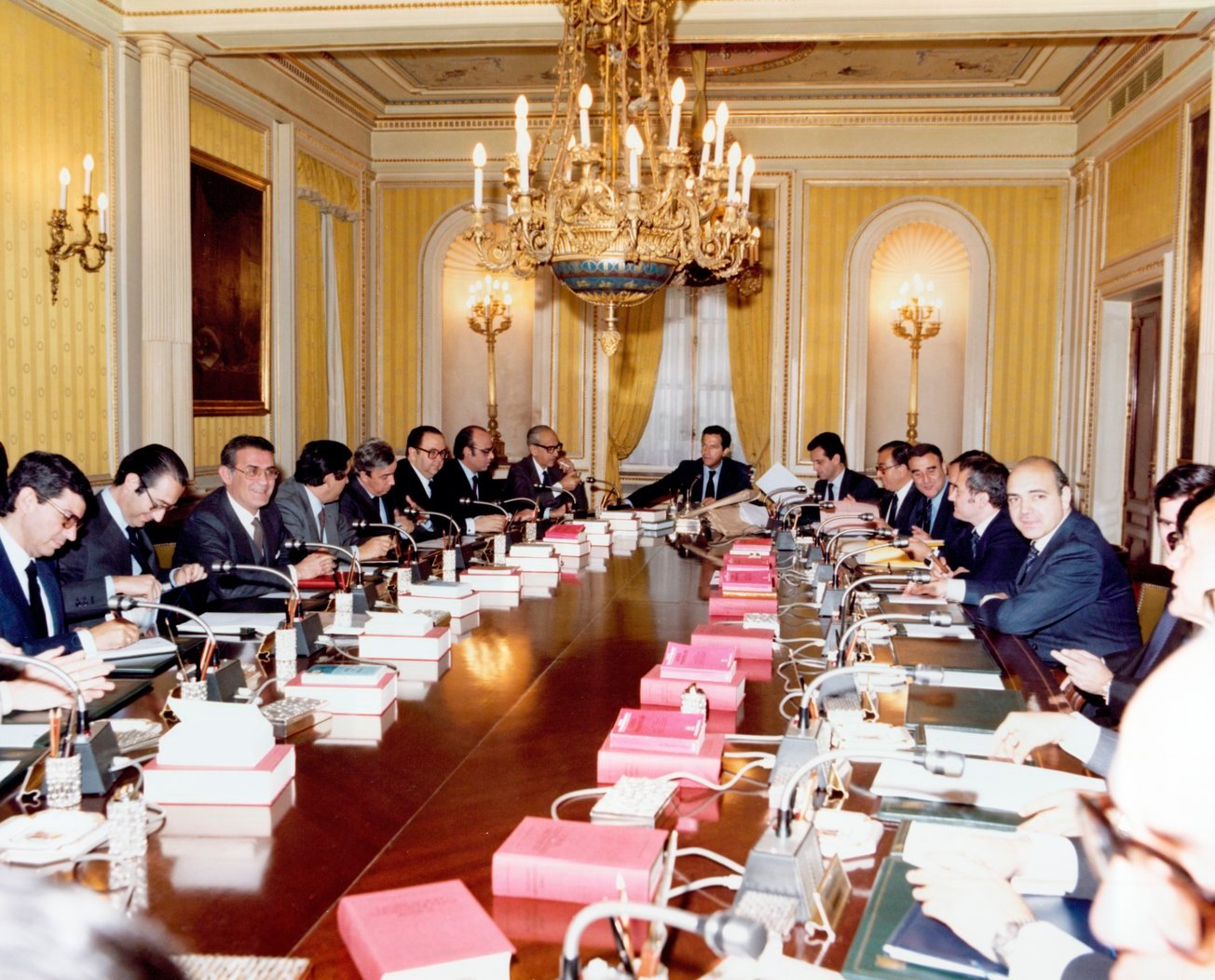
Tercer Gobierno Suárez (mayo de 1980).

El 1 de marzo de 1979, Adolfo Suárez ganaba por segunda vez unas elecciones generales, e iniciaba su tercer mandato como presidente del Gobierno. Sin embargo, el triunfo en las elecciones generales quedó muy en segundo plano tras el acceso de la izquierda a los principales Ayuntamientos del país tras las primeras elecciones municipales de abril. El acuerdo entre el PSOE y el PCE permitió que las grandes ciudades españolas fueran gobernadas por alcaldes de partidos de la oposición.
Fue una etapa de gobierno llena de dificultades políticas, sociales y económicas, que culminaron en la Constitución Española de 1978. En 1980, el PSOE presentó una moción de censura que, aunque derrotada de antemano, deterioró aún más la imagen de un Suárez, desprovisto de apoyos en su propio partido. Finalmente, el 29 de enero de 1981 optó por presentar su dimisión tanto como presidente del Gobierno como de Unión de Centro Democrático. En su mensaje al país, que duró diez minutos y fue emitido por Televisión Española a las 19:40, afirmó:

Yo no quiero que el sistema democrático de convivencia sea, una vez más, un paréntesis en la historia de España.

Esto dio pie a pensar que renunciaba por la presión de los militares. Esta teoría pareció confirmada por el intento de golpe de Estado que tuvo lugar durante la investidura de Leopoldo Calvo-Sotelo. Sin embargo, algunos autores —Javier Cercas, Javier Tusell y Charles Powell entre ellos— insisten en el cansancio y la falta de apoyo de la Corona como principales factores para su dimisión. Otros autores como Gregorio Morán refieren un episodio concreto que aúna las amenazas militares con la falta de apoyo real, todo lo cual unido a la rebelión en marcha de los miembros democristianos de su partido, que habrían pactado ya con los de Alianza Popular, como las causas decisivas de la dimisión.
En 1981, el rey le concedió el título de duque de Suárez en virtud a su papel en el proceso de la Transición.

### Vida política posterior

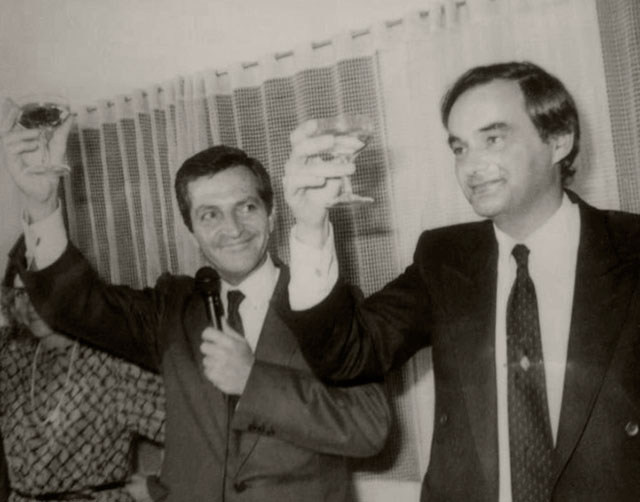
Adolfo Suárez, junto con el también diputado del CDS, Francisco Javier Moldes Fontán, celebrando el éxito del partido en las elecciones de 1986.

Después de su dimisión, abandonó la UCD el 28 de julio de 1982 creó junto a otros exdirigentes de la UCD el partido Centro Democrático y Social (CDS) que dio a conocer públicamente tres días después de dejar la UCD, y con el que se presentó a las elecciones del 28 de octubre de 1982, siendo elegido diputado por Madrid. Revalidó su escaño en las elecciones de 1986 y, tras la campaña electoral de 1989, pero en 1991 dimitió como presidente del CDS tras los malos resultados de su formación en las elecciones municipales y abandonó definitivamente la política.
En 1996 se le concedió el Premio Príncipe de Asturias de la Concordia por su importante contribución a la Transición española a la democracia, de la que se le considera el gran artífice.

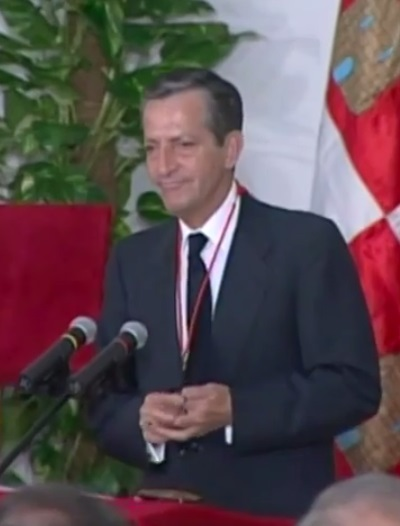
Adolfo Suárez recibiendo la Medalla de Oro de Castilla y León el 21 de marzo de 1997.

## Últimos años
Tanto su esposa, Amparo Illana Elórtegui (25 de mayo de 1934-17 de mayo de 2001), como su hija mayor, María Amparo (Mariam) Suárez Illana (9 de febrero de 1963 -7 de marzo de 2004), abogada, padecieron y murieron de cáncer. Amparo falleció el 17 de mayo de 2001 a los 66 años, en su casa de Madrid, tras haber sido operada en 1994 en la Clínica Universidad de Navarra del cáncer de mama que padecía. Mariam murió casi tres años después, un 7 de marzo de 2004 a los 41 años en Madrid. Otra de las hijas de Suárez, Sonsoles Suárez (1967), presentadora de televisión, también ha sufrido cáncer. Suárez tiene otros dos hijos que han sido operados de cáncer, ambos con éxito: Adolfo (5 de mayo de 1964), que fue candidato del Partido Popular a la presidencia de la comunidad autónoma de Castilla-La Mancha en 2003 y operado dos veces en el 2014 de un cáncer de garganta, Laura (la cual también padeció cáncer y fue operada con éxito en 2012). Tiene otro hijo, Francisco Javier, al que nunca se le ha detectado nada.
En 2003, con motivo de la candidatura de su hijo, Adolfo Suárez Illana, a presidente de Castilla-La Mancha por el Partido Popular, Suárez hizo su última aparición pública, en Albacete, para apoyar esta candidatura. Desde entonces no volvió a aparecer públicamente, siendo precisamente su hijo Adolfo quien en el transcurso de una entrevista para el programa Las cerezas de Televisión Española del 31 de mayo de 2005, hizo público que el expresidente padecía la enfermedad de Alzheimer desde hacía dos años, por lo que ni siquiera recordaba haber sido presidente del Gobierno y no reconocía a nadie, respondiendo únicamente a estímulos afectivos. Ese mismo año, desde el programa Protagonistas de Luis del Olmo (Punto Radio) se le hizo un homenaje al que se sumaron Adolfo Suárez Illana, Santiago Carrillo y los cuatro siguientes presidentes del Gobierno, emitido en directo por Punto Radio y por las diferentes cadenas de televisión españolas, pertenecientes a la red de cadenas locales-provinciales de Vocento Punto TV.
El 8 de junio de 2007 y con motivo del trigésimo aniversario de las primeras elecciones democráticas tras la  dictadura, el rey Juan Carlos I lo nombró caballero de la Insigne Orden del Toisón de Oro por su importante actuación en la Transición española, el cual le fue entregado el día 16 de julio de 2008. Al no poder asistir por su estado de salud, recogió el premio Adolfo Suárez Illana, que leyó un discurso en nombre de su padre. El 12 de junio de 2009 se abrió al público en Cebreros, el Museo Adolfo Suárez y la Transición dedicado a su figura y a la Transición.

## Fallecimiento

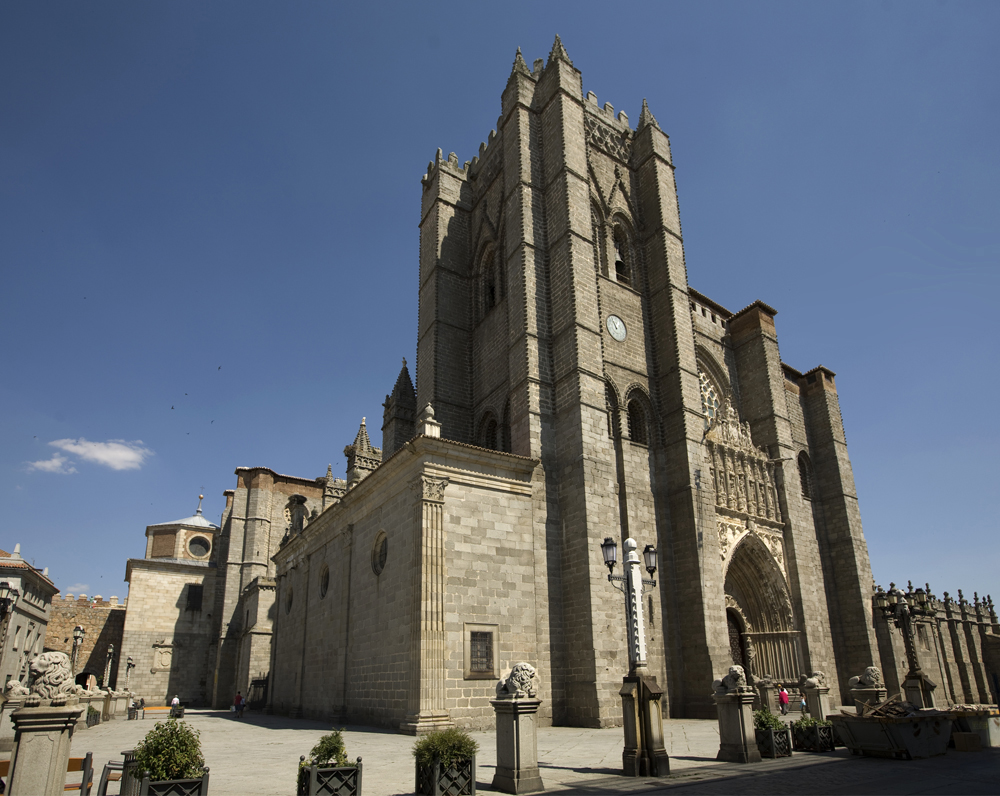
Los restos de Adolfo Suárez están enterrados junto con los de su esposa en la catedral del Salvador de Ávila.

El 21 de marzo de 2014, su hijo Adolfo anunció que el estado de salud de su padre había empeorado debido a una neumonía y que el «desenlace era inminente», dando a conocer que estaba hospitalizado desde hacía unos días. Dos días después falleció en la clínica Cemtro de Madrid, a los 81 años de edad.
El Ministerio de Fomento aprobó el 24 de marzo una orden ministerial, a propuesta del presidente del Gobierno, para que el aeropuerto de Madrid-Barajas pase a denominarse Adolfo Suárez, Madrid-Barajas. Es el segundo español en dar nombre a un aeropuerto nacional, tras el escritor y poeta Federico García Lorca que da nombre al aeropuerto de Granada. Como reconocimiento a su labor, el monarca le impuso a título póstumo el Collar de la Real y Distinguida Orden Española de Carlos III, otorgada por un Consejo de Ministros extraordinario, consiguiendo así las dos máximas condecoraciones de España junto al Toisón de Oro que le fue concedida en 2007 y otorgada en vida al duque un año después. Se trata de la más alta condecoración civil que se otorga en España. El collar, que es su grado más alto, está reservado a los miembros de la familia real española, los jefes de Estado y de Gobierno y los ciudadanos que hayan tenido durante al menos tres años la gran cruz, el segundo grado de la condecoración.

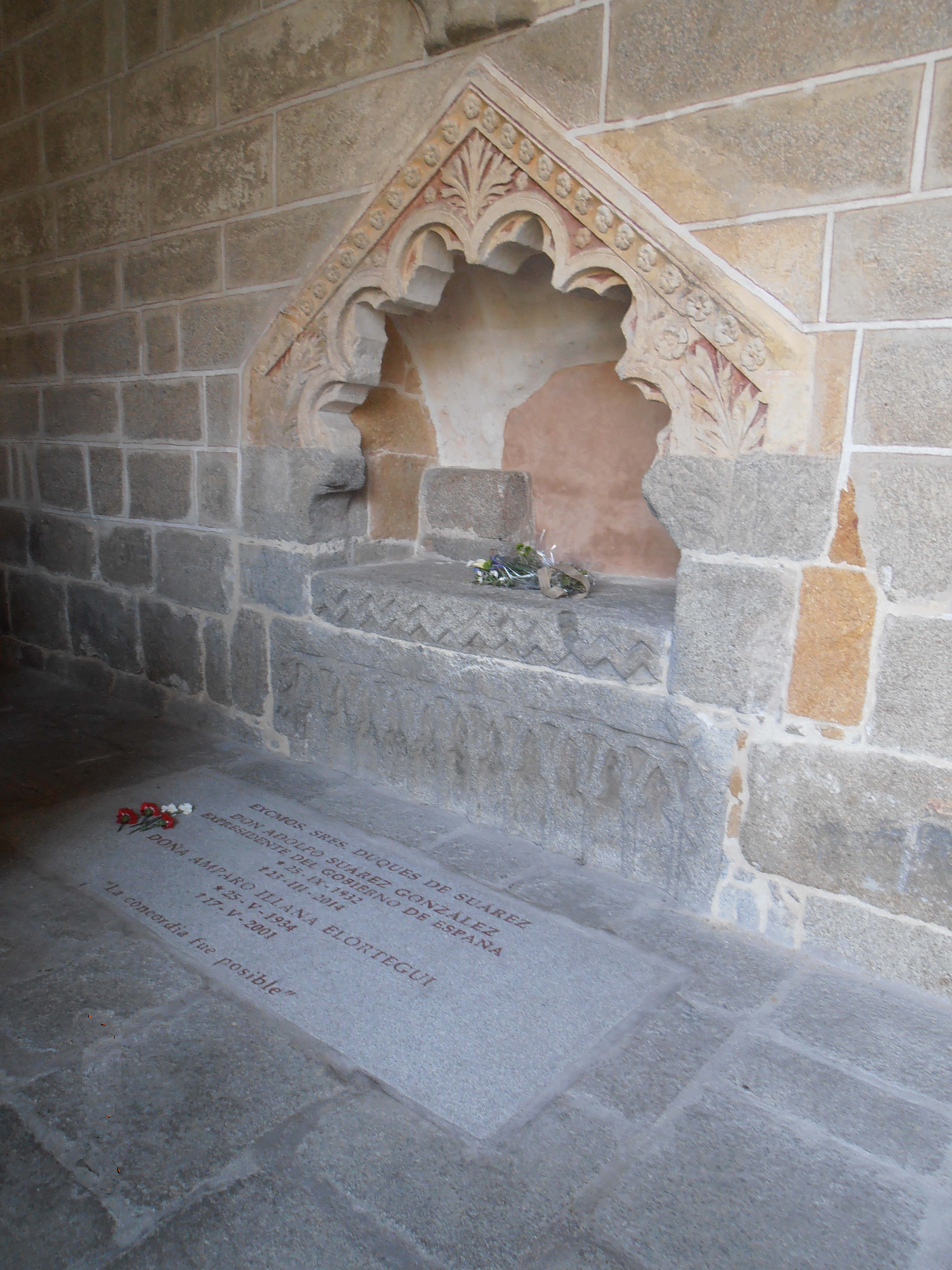
Tumba de Adolfo Suárez y su esposa.

A su capilla ardiente, instalada en el Congreso de los Diputados, acudieron a despedirle grandes personalidades políticas, los reyes, Juan Carlos y Sofía y los príncipes de Asturias, Felipe y Letizia y el presidente del Gobierno, Mariano Rajoy, con su esposa, y los tres expresidentes posteriores a su mandato (excepto Leopoldo Calvo-Sotelo, fallecido en 2008). Acudieron además miles de ciudadanos, llegando a formar colas de más de cinco kilómetros frente a la capilla ardiente instalada en el Palacio de las Cortes.
El 25 de marzo, tras celebrar la misa corpore insepulto, Suárez fue enterrado por su expreso deseo en el claustro de la catedral de Ávila. Junto con sus restos mortales fueron enterrados también los de su esposa Amparo Illana, que hasta ese momento habían permanecido sepultados en la Capilla de Mosén Rubí de Ávila. En su epitafio aparece escrito «La concordia fue posible».
Se hizo una rotonda en Alcalá de Henares, que tiene escrito también «La concordia fue posible».

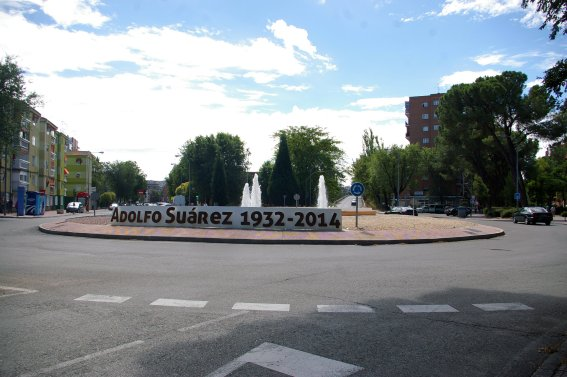
Rotonda Adolfo Suárez, Alcalá de Henares.

Su funeral de Estado se celebró el 31 de marzo de 2014 en la catedral de la Almudena. La ceremonia fue oficiada por el cardenal arzobispo de Madrid, Antonio María Rouco Varela, y estuvo presidida por los reyes Juan Carlos I y Sofía de Grecia. Destacó la presencia de otras autoridades como los príncipes de Asturias, las más altas autoridades del Estado, además de numerosas personalidades políticas extranjeras entre las que se puede nombrar al jefe de Estado ecuatoguineano Teodoro Obiang, el presidente de la Comisión Europea José Manuel Durão Barroso, así como el primer ministro marroquí Abdelilah Benkirán; los vice primeros ministros de Reino Unido, Nick Clegg, y de Portugal, Paulo Portas, y el vicepresidente argentino, Amado Boudou.

## Títulos, distinciones y condecoraciones
Títulos nobiliarios
- i duque de Suárez, grande de España.

Españolas
- Caballero de la Orden del Toisón de Oro (8 de junio de 2007).[35]
- Caballero del collar de la Orden de Carlos III (a título póstumo, 24 de marzo de 2014).[6][45]
  - Caballero gran cruz de la Orden de Carlos III (23 de junio de 1978).[46]
- Caballero gran cruz de la Orden de Isabel la Católica (29 de septiembre de 1973).[47]
- Gran cruz de la Orden Imperial del Yugo y las Flechas (4 de julio de 1975).[48]
- Gran cruz de la Orden de Cisneros (18 de julio de 1972).[49]
- Gran cruz de la Orden de Alfonso X el Sabio (1 de abril de 1971).[50]
  - Comendador de la Orden de Alfonso X el Sabio (1 de abril de 1967).[51]
- Caballero gran cruz de la Orden del Mérito Civil (18 de julio de 1969).[52]
- Medalla de Oro de Segovia (17 de noviembre de 1969).[53]
- Gran cruz de la Orden del Mérito Militar, con distintivo blanco (14 de septiembre de 1970).[54]
- Gran cruz de la Orden del Mérito Naval, con distintivo blanco (1 de abril de 1972).[55]
- Medalla de Oro de Ávila (12 de febrero de 1981; entregado el 9 de junio de 2005).[56]
- Hijo adoptivo de Ávila (12 de febrero de 1981; entregado el 9 de junio de 2005).[56]
- Premio Internacional Alfonso X el Sabio de Toledo (21 de octubre de 1994).[57]
- Medalla de Oro de Madrid (30 de noviembre de 1995; entregado el 10 de noviembre de 1998).[58][59]
- Doctor honoris causa por la Universidad Complutense de Madrid (28 de mayo de 1996).[57]
- Premio Príncipe de Asturias de la Concordia (13 de septiembre de 1996).[60]
- Medalla de Oro de Castilla y León (22 de marzo de 1997).[61]
- Doctor honoris causa por la Universidad Politécnica de Valencia (30 de octubre de 1998).[62]
- Premio Convivencia de Ceuta (30 de abril de 1999).[63][64]
- Medalla de Honor de Madrid (15 de mayo de 2011).[65]
- Medalla de Extremadura (a título póstumo, 1 de abril de 2014).[66]
- Hijo adoptivo de Madrid (a título póstumo, 27 de marzo de 2014).[67]
- Gran Cruz de la Orden de Jaume I el Conqueridor (a título póstumo, marzo de 2014).[68]
- Hijo adoptivo de Garachico (1981).[69][70]
- Doctor honoris causa por la Universidad Católica de Valencia San Vicente Mártir (a título póstumo, 15 de octubre de 2018).[71]

Extranjeras
- Gran cruz de la Orden de Cristo (República Portuguesa, 20 de abril de 1978).[72]
- Gran cruz de la Orden de la Libertad (República Portuguesa, 22 de febrero de 1996).[72]

## Heráldica
|  | El escudo de Adolfo Suárez está blasonado así: De oro, dos torres de piedra, puestas en faja sobre una terrasa de sinople cargada de una venera de plata, y saliendo de cada torre, un águila volante, de sable; las dos águilas afrontadas. |

## En la cultura popular

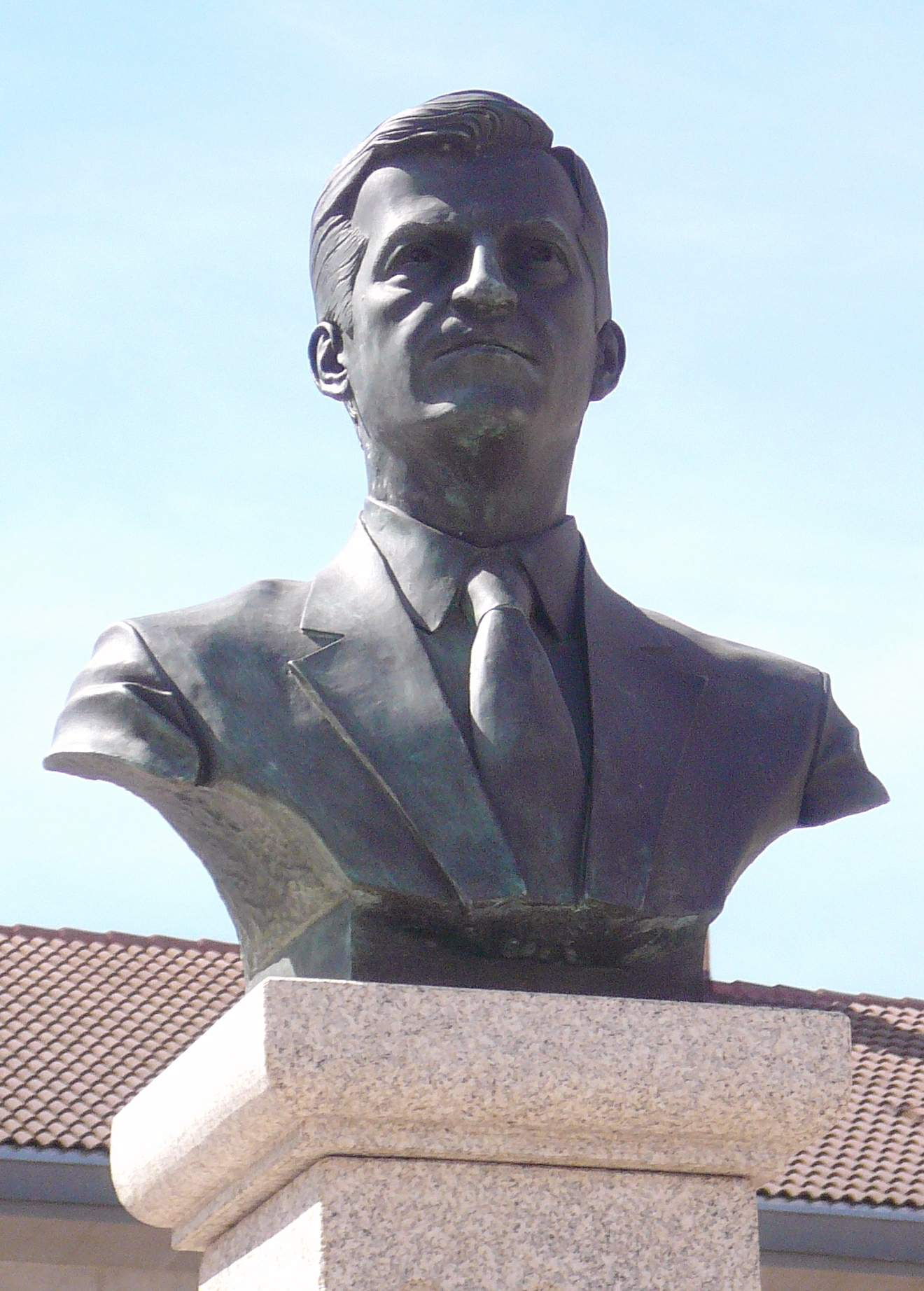
Monumento a Adolfo Suárez en Arroyomolinos, Comunidad de Madrid.

### Literatura
Como otros personajes reales de la Transición, Adolfo Suárez aparece en la novela de Fernando Vizcaíno Casas Y al tercer año, resucitó. En la película de 1981 basada en la novela, su papel fue interpretado por José Sancho.
El libro (un ensayo histórico novelado) Anatomía de un instante (Mondadori, 2009) de Javier Cercas está centrado en el Golpe de Estado en España de 1981, cuando Suárez era el presidente dimisionario. El «instante» al que hace referencia el título es el captado por las cámaras de RTVE, cuando la Guardia Civil ha ocupado el Congreso y Adolfo Suárez permanece sentado en su escaño mientras el resto de diputados (a excepción de Santiago Carrillo) están escondidos bajo sus butacas, y Gutiérrez Mellado increpa a Antonio Tejero y su tropa. Esta obra ganó el Premio Nacional de Narrativa en 2010.

### Cine y televisión
Participó como extra en la película Orgullo y pasión en 1957 y en la película humorística El gran Mogollón (1982), aparece una parodia de su persona, interpretada por el actor Pedro Ruiz.
El 27 de enero de 2010, Antena 3 emitió la película Adolfo Suárez, el presidente representado por el actor Ginés García Millán. El telefilme consta de dos partes de 70 minutos. La primera narra su juventud y su carrera política hasta que es investido presidente. La segunda, recoge sus años de gobierno hasta el golpe de Estado del 23-F.
En la serie de Televisión Española Cuéntame cómo pasó el presidente Suárez interpretado por el actor Francesc Pagès, aparece en varias ocasiones en tomas de actos públicos de la época de la Transición y también en interacción con la familia Alcántara, especialmente con Antonio Alcántara, militante de la UCD y simpatizante del CDS.
El 23 de febrero de 2011, coincidiendo con el 30 aniversario del 23-F, se estrenó la película homónima donde el presidente Suárez es interpretado por segunda vez por Ginés García Millán.
El 5 de diciembre de 2013, TVE emitió un documental sobre su presidencia del Gobierno con motivo del 35.º aniversario de la Constitución española.
En la serie de Televisión Española El Ministerio del Tiempo, tuvo una aparición especial en el 9.º y 12.º capítulo de la 3.ª temporada interpretado por Jaime Pujol.